# 瓦氏马先蒿
瓦氏马先蒿（学名：Pedicularis wallichii）是列当科马先蒿属的植物。分布于喜马拉雅、尼泊尔以及中国大陆的西藏等地，生长于海拔3,800米至4,800米的地区，常生于高山草甸中，目前尚未由人工引种栽培。